# 血染岭战斗
38°15′18″N 128°02′16.8″E / 38.25500°N 128.038000°E
血染岭战斗（韓語：피의 능선 전투；港台译作“喋血岭作战”），是朝鲜战争1951年夏季聯合國军攻势战役中的一场战斗。

## 战前背景
1951年夏季，朝鲜战争停战谈判在开城举行。联合国军掌握地面战场主动权，首先在战线东部朝鲜人民军固守的阵地发动进攻试探朝方的防御战力。美军第八集团军司令官詹姆斯·范佛里特上将命令美十军军长克洛维斯·拜尔斯拔除朝军在后称“血染岭”的炮兵观察所。该高地可以俯瞰杨口盆地北部的堪萨斯线阵地，并能准确指挥炮兵火力封锁大愚山（1179高地）以南的杨口至亥安盆地的公路。范佛里特认为韩国陆军缺少战斗信心，需要经过残酷战斗锻炼才能形成能力自信，因此指示拜尔斯用韩军发动拔点进攻战斗。拜尔斯把韩五师第36团配属给美二师，发动对“血染岭”的进攻。
“血染岭”是一个L形的山岭，有3座山峰，最西边的983高地是最高点，东侧为940高地，东北为773高地。美二师阵地位于983高地以南2英里（3.2）。

## 战斗经过
1951年8月18日早晨6时，韩36团在美二师7个炮兵营、3个坦克连、2个重迫击炮连的火力支援下，发动对983高地进攻。8月19日，韩军第36团第2营成功占领773高地。进攻持续了五天，高地易手10次，美军平均每天向高地倾泻4万发重炮弹，至8月22日中午韩36团攻占高地的地表阵地。但8月25日晚上朝军发动反击，重新夺回高地。此时韩36团已经伤亡1000余人，未能取得巩固的进展。美二师师长克拉克·拉夫纳少将不得不派遣美军步兵第9团第二营于8月27日投入战斗攻击940高地，以支援顿兵于983高地的韩军。但朝军在两个高地顽强固守阵地。惨重伤亡与无法取得进展导致韩36团崩溃，8月27日发展到一些连队瓦解并溃散，恐慌情绪也传染给美9团，即便8月28日美9团投入第三营进攻773高地也毫无成果。8月28日，军长拜尔斯修改了作战方案:85，决定美十军从8月31日全线发动有限攻势，迫使朝军分散火力并停止对血染岭的支援：
- 韩五师（英语：5th Infantry Division (South Korea)）攻击“酒缽盆地（英语：Punchbowl (Korean War)）”（亥安盆地）西北侧山岭；
- 韩七师（英语：7th Infantry Division (South Korea)）进攻美二师左侧的水入川两岸的朝军控制的山岭。
- 美陆战一师及配属的韩陆战队攻击“亥安盆地”（酒缽盆地）东北侧山岭。进攻首日即取得进展，朝一师抵抗轻微。朝军调来左邻的第三军团（英语：III Corps (North Korea)）第二师（英语：2nd Division (North Korea)）支援朝一师（英语：1st Division (North Korea)）。但9月1日，韩陆战队和美陆战一师仍然取得了酒缽戰鬥（英语：Battle of the Punchbowl）胜利，攻下了亥安盆地北侧山岭。[3]:85-6
- 美二师第九团继续攻击血染岭（位于“酒缽盆地（英语：Punchbowl (Korean War)）”美军控制的大愚山（1179高地）以西。8月30日美9团第一营、第二营进攻940高地，在距离山脊线几百码的地方就被朝军炮火压制伤亡过半。1营A连连长阵亡，全连还剩下22人，约翰·H·杜恩中尉接替了A连指挥，扔下士兵遗体和重装备，带领士兵们在炮兵营发射的烟雾弹中抬着伤员向后撤退，直到8月31日早晨4时才下山回到出发阵地吃上饭。8月31日上午给美9团1营补充了新兵，该日中午美9团一营长盖洛德·M·毕夏普中校把部队卡车输送到3公里外的773高地旁边一个山包上的美38团前哨阵地，把此处设为该营新的指挥所与出发阵地。由于8月31日至9月1日两天的战斗付出惨重伤亡未能成功，美二师师长换为托马斯·德谢佐（英语：Thomas E. Deshazo）准将，美二师派出了美23团（英语：23rd Infantry Regiment (United States)）与美38团（英语：38th Infantry Regiment (United States)）迂回攻击血染岭。9月5日，美二师取得了出乎意料的轻松攻占了血染岭。朝军在血染岭留下了大约500具尸体。[3]:86朝军在血染岭以北1,500碼（1,400）处的7英里（11）长的山岭上建立了新的阵地，这就是随后的伤心岭战斗战场。

## 战后与影响

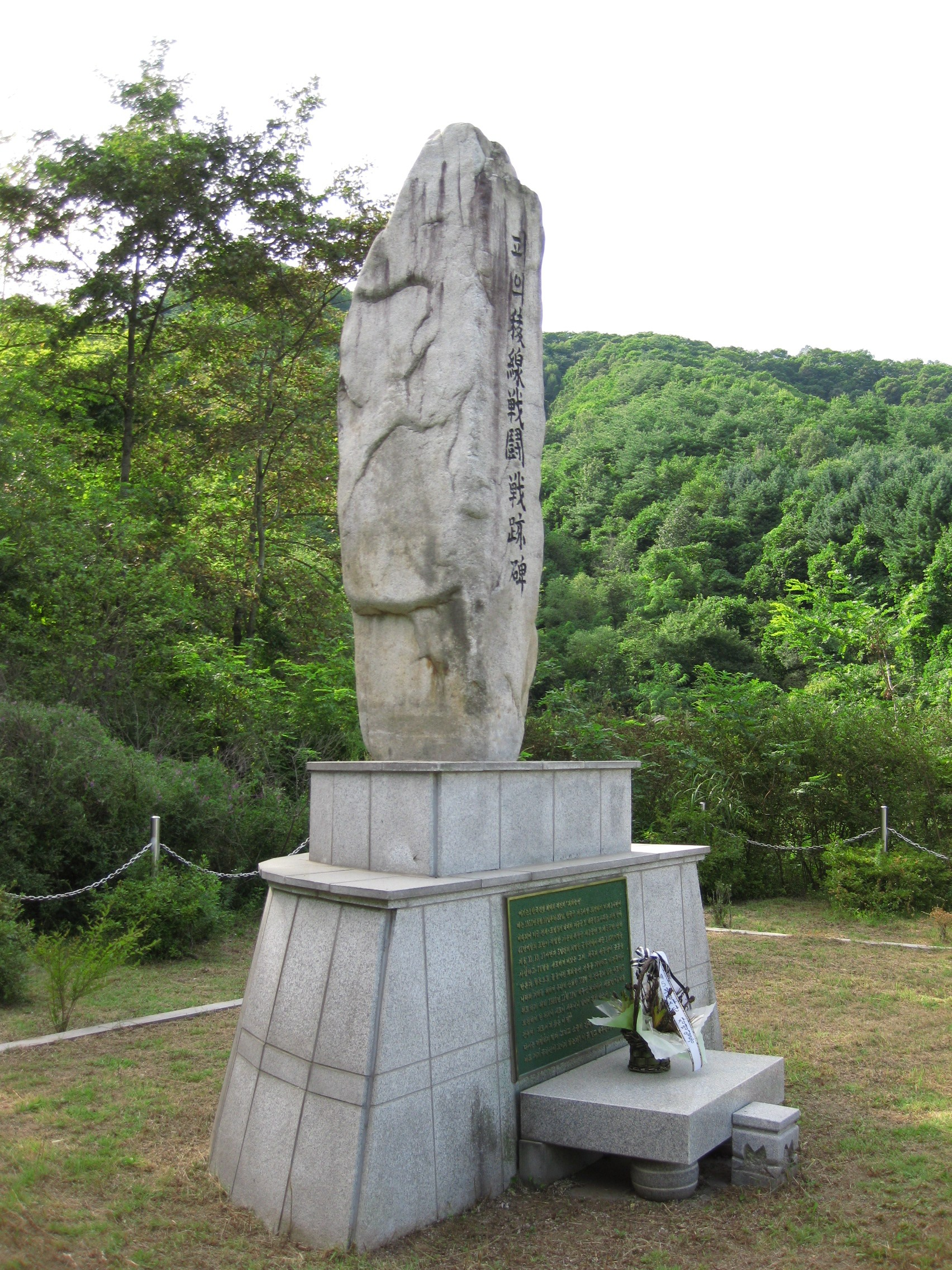
2009年10月拍摄血染岭战斗纪念碑

经过三周战斗，韩军付1000人伤亡，美军付出了2700人的伤亡。美二师估计血染岭上的朝鲜人民军伤亡了15000人。也证明了朝鲜人民军的抵抗意志，能够成功固守血染岭的炮兵观察所12天，韩军和直至美十军发动全线攻势加大对东线朝军2个军团的压力，美二师使用了所有3个步兵团全力猛攻血染岭，朝军在付出惨重伤亡后才突然撤出血染岭。:86

### 新闻报道
- Allies Capture 'Bloody Ridge' - Toledo Blade, Sep. 5, 1951 （页面存档备份，存于）
- Yankees Seize 'Bloody Ridge' On Korea Front - Ellensburg Daily Record, Sep. 5, 1951 （页面存档备份，存于）